# Sydney Mardi Gras
Sydney Mardi Gras (aussi appelé Sydney Gay and Lesbian Mardi Gras), est à la fois un festival et aussi un défilé annuel, qui se déroule à Sydney, Australie, ce dernier étant l'équivalent de la « Gay Pride » dans les pays anglophones et à la « Marche des fiertés » en France. Ces deux événements rassemblent la présence de centaines de milliers de personnes venues de toute l'Australie et de l'étranger.
Sydney Mardi gras est l'un des plus fameux  festivals au monde,,,, qui dure près d'un mois (du 7 février au 1er dimanche de mars) et comprend une variété d'événements tels que la parade « Sydney Mardi Gras Parade » et la fête qui s'ensuit  appelée « Mardi Gras Party », des courses de drag queen  : « Bondi Beach Drag Races », (réputées pour leurs lancés de sacs, en talons aiguilles) sur la plage de Bondi, la « Harbour Party », la table ronde des discussions académiques sur les sujets LGBT : « The Academic Discussion Panel Queer Thinking », son festival du film LGBT   : « Mardi Gras Film Festival », ainsi qu'une fête de plein air   : « Fair-Day », qui attire 70.000 personnes à Victoria Park, Sydney. Au total, 80 événements différents sont organisés.
Sydney Mardi Gras est une des plus grandes attractions touristiques de l'Australie, avec le défilé « the parade » et la « danse party » attirant de nombreux autochtones, mais aussi des touristes internationaux,. C'est le deuxième événement annuel le plus important en Nouvelle-Galles du Sud en termes de retombées économiques, produisant un revenu annuel d'une somme de AUD $30 millions pour l'État,.
2013 était la 35e édition de l'événement qui a lieu chaque année depuis 1978.

## Événements

### Mardi Gras Parade
La parade marque la fin du festival, et est le point culminant du Mardi Gras de Sydney, c'est une manifestation et la célébration des droits LGBT.
Le défilé comporte plus de 8 500 participants en costumes colorés et des chars élaborés, qui représentent un groupe communautaire, un thème d'actualité, ou donne écho à un message politique.
En 2012, la parade comptait plus de 9 100 participants et 134 chars progressant sous les applaudissements et les acclamations des milliers de spectateurs[source secondaire souhaitée].

### Mardi Gras Party (l'après Parade)
Cet événement offre aux participants cinq espaces de danse, où se produisent des artistes et DJ locaux et internationaux très divers. Il commence juste après la fin de la parade (soit à partir de 22h) et dure toute la nuit, jusqu'à l'aube, dans un gigantesque complexe situé à Moore Park, à trois kilomètres au sud du centre de Sydney. Cette "Mardi Gras Party", attire chaque année plus de 15.000 personnes (ce qui en fait l'une des plus grosses soirées gays au monde).
Lors de la party, des prestations live sont données par des personnalités du monde musical, sous forme de mini-concerts, dans le pavillon principal ; au cours des 20 dernières années, plusieurs artistes locaux et internationaux ont chanté lors de l’événement, dont la liste inclut :
- 1990 – Sam Backo, Marcia Hines
- 1994 – John Paul Young, Kylie Minogue
- 1995 – Boy George
- 1996 – Trudi Valentine, Thelma Houston
- 1997 – Chaka Khan, Village People
- 1998 – Jimmy Somerville, Kylie Minogue, Dannii Minogue
- 1999 – Dannii Minogue, Marcia Hines, Erin Hamilton, Jimmy Barnes
- 2001 – Vanessa Amorosi, Sheena Easton, Christine Anu
- 2002 – Human Nature, Bardot, Deborah Cox
- 2003 – Suzanne Palmer
- 2005 – Nicki French, Darren Hayes, Tina Arena, Courtney Act
- 2006 – Baby Marcelo, Jimmy Somerville
- 2007 – Young Divas, Boy George, Dannii Minogue
- 2008 – Cyndi Lauper, Olivia Newton-John
- 2009 – Alison Jiear, Tina Arena
- 2010 – George Michael, Kelly Rowland, Adam Lambert, Amanda Lepore
- 2011 – Wynter Gordon, Alexis Jordan, Frankie Knuckles, Larry Tee, Bob Downe
- 2012 – Kylie Minogue, RuPaul, Sneaky Sound System, Shauna Jensen, Sam Sparro
- 2013 – Loreen, Delta Goodrem, Heather Small, The Presets, Jake Shears
- 2014 – Tina Arena, Courtney Act, Samantha Jade, Marcia Hines, Nathan Mahon, Adam George[16]
- 2015 – Dannii Minogue, Nick Jonas, Jessica Mauboy, Jake Shears, Betty Who, Rufus Wainwright, Courtney Act
- 2016 – Conchita Wurst, Deborah Cox, Courtney Act
- 2017 – Client Liaison (en), The Veronicas, Steve Grand (en), Nat Conway, Greg Gould
- 2018 – Cher, Starley, Seann Miley Moore
- 2019 – Kim Petras, Jake Shears, Leiomy Maldonado, Pnau, Courtney Act, Paul Capsis (en).

### Le festival Mardi Gras
Le festival de Mardi Gras comprend des événements en direct live tels que des cabarets, de la comédie, de musique et du théâtre. Il présente des films homosexuels internationaux et locaux.
Il y a beaucoup d’événements sur la littérature et d'autres événements artistiques, forums et des conférences pour assister entre ces nombreuses activités sociales. Les sports individuels et collectifs ont toujours étés une grande partie de ce festival.